# Steve Mann

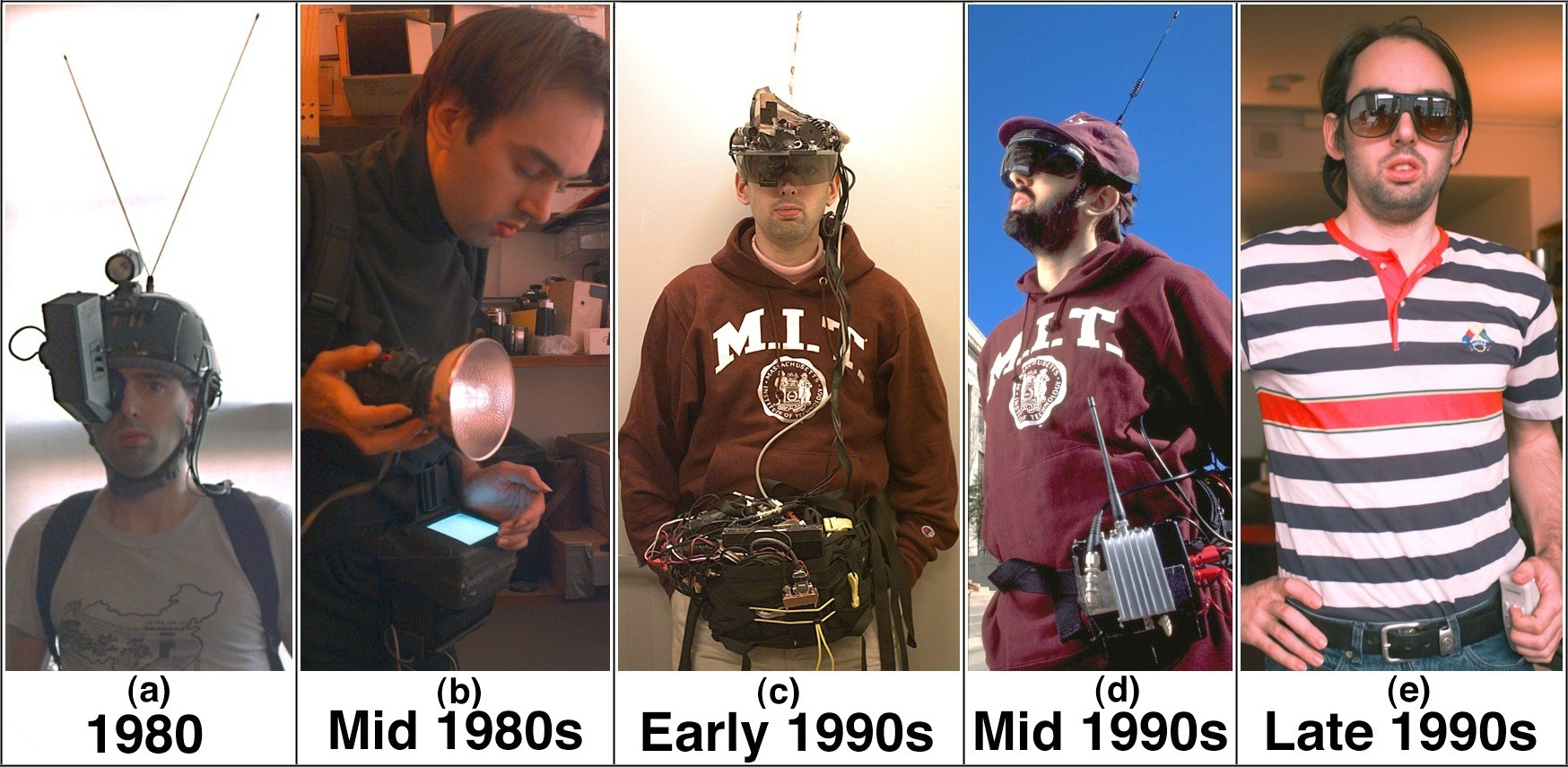
Evolution der Geräte von Steve Mann

Steve Mann (* 8. Juni 1962 in Hamilton (Ontario)) ist ein kanadischer Informatiker.
Mann wurde 1997 am MIT Media Lab bei Rosalind Picard im Bereich Wearable Computing promoviert. Er ist Professor an der University of Toronto, ein Hauptgebiet seiner Arbeit ist Sousveillance.